# Sečianky
Sečianky – wieś (obec) na Słowacji położona w kraju bańskobystrzyckim, w powiecie Veľký Krtíš. Pierwsze wzmianki o miejscowości pochodzą z roku 1260.
Według danych z dnia 31 grudnia 2012, wieś zamieszkiwało 385 osób, w tym 199 kobiet i 186 mężczyzn.
W 2001 roku rozkład populacji względem narodowości i przynależności etnicznej wyglądał następująco:
- Słowacy – 6,41%
- Czesi – 0,24%
- Romowie – 1,66%
- Węgrzy – 87,65%

Ze względu na wyznawaną religię struktura mieszkańców kształtowała się w 2001 roku następująco:
- Katolicy rzymscy – 95,25%
- Ateiści – 0,48%
- Nie podano – 4,28%